# Juan Sabines Gutiérrez (Reforma)
Juan Sabines Gutiérrez es una localidad del municipio de Reforma ubicado en el noroeste del estado mexicano de Chiapas.

## Geografía
La localidad de Juan Sabines Gutiérrez se sitúa en las coordenadas geográficas 17°47′15″N 93°13′31″O / 17.787500, -93.225278, a una elevación de 45 metros sobre el nivel del mar.

## Demografía
Según el Conteo de Población y Vivienda 2020, efectuado por el Instituto Nacional de Estadística y Geografía, la localidad de Juan Sabines Gutiérrez tiene 32 habitantes, de los cuales 17 son del sexo masculino y 15 del sexo femenino. Su tasa de fecundidad es de 	2.22 hijos por mujer y tiene 8 viviendas particulares habitadas.
| Gráfica de evolución demográfica de Juan Sabines Gutiérrez entre 2005 y 2020 |
|                                                                              |
| INEGI.                                                                       |